# Municipio de Texas (Ohio)
El municipio de Texas (en inglés: Texas Township) es un municipio ubicado en el condado de Crawford en el estado estadounidense de Ohio. En el año 2010 tenía una población de 384 habitantes y una densidad poblacional de 12,32 personas por km².

## Geografía
El municipio de Texas se encuentra ubicado en las coordenadas 40°57′0″N 83°5′36″O / 40.95000, -83.09333. Según la Oficina del Censo de los Estados Unidos, el municipio tiene una superficie total de 31.17 km², de la cual 31,17 km² corresponden a tierra firme y (0 %) 0 km² es agua.

## Demografía
Según el censo de 2010, había 384 personas residiendo en el municipio de Texas. La densidad de población era de 12,32 hab./km². De los 384 habitantes, el municipio de Texas estaba compuesto por el 98,44 % blancos, el 0,26 % eran amerindios, el 1,04 % eran asiáticos y el 0,26 % eran de una mezcla de razas. Del total de la población el 0,26 % eran hispanos o latinos de cualquier raza.